# Horizontproblem

Die Hintergrundstrahlung erreicht die Erde aus Entfernungen von über 15 Milliarden Lichtjahren. Als dieses Licht allerdings ausgesendet wurde, war das Universum viel jünger (300.000 Jahre alt). In dieser Zeit hätte das Licht jedoch nur einen Raum innerhalb der kleineren Kreise erreichen können. Die beiden Punkte auf dem Diagramm hätten miteinander keinen Kontakt, da die Sphären ihrer Kausalität sich nicht überschneiden.

Das Horizontproblem ist ein Grundproblem der Kosmologie, welches vom Standardmodell des Urknalls aufgeworfen wird und in den 1970er Jahren aufkam. Es erhebt die Frage, wie es sein kann, dass verschiedene Regionen des Universums, die nicht miteinander in Kontakt stehen, da die Distanz zwischen ihnen zu groß ist, dennoch gleiche physikalische Eigenschaften wie etwa ein vergleichbares Temperaturniveau besitzen können.
Dies sollte nicht möglich sein, wenn ein Austausch von Eigenschaften (wie Energie, Temperatur etc.) maximal mit der Geschwindigkeit des Lichts erfolgen kann und den einzelnen Gebieten nicht mehr als 13,8 Milliarden Jahre zur Verfügung standen (so alt ist das Universum), um eigene Eigenschaftsausprägungen zu entwickeln. Eine Erklärung für das Horizontproblem bietet die Inflationstheorie, die nicht zuletzt aufgrund dieses Problems entwickelt wurde. Eine andere Möglichkeit zieht eine weniger akzeptierte Theorie in Betracht, nach der sich der Geschwindigkeitswert des Lichts mit der Zeit verändert haben könnte.

## Grundkonzept
Schaut man in den Nachthimmel, so blickt man durchweg in die Vergangenheit. Das Licht einer Galaxie, die zehn Milliarden Lichtjahre von der Erde entfernt ist (Laufzeitentfernung), war zehn Milliarden Jahre unterwegs, um den langen Weg bis zur Erdoberfläche zurückzulegen. Betrachtet man nun eine Galaxie, die zehn Milliarden Lichtjahre in einer Richtung entfernt zu beobachten ist, und schaut danach zu einer anderen in exakt entgegengesetzter Blickrichtung, so beträgt der Abstand zwischen beiden Galaxien zueinander insgesamt 20 Milliarden Lichtjahre. Das bedeutet, dass das Licht der einen Galaxie bis heute die andere Galaxie noch nicht erreicht haben kann, da das Universum ein nachweisbares Alter von 13,8 Milliarden Jahren besitzt und diese Zeitspanne nicht ausreicht, damit das Licht die Distanz zwischen beiden Galaxien hatte zurücklegen können. Universell ausgedrückt lässt sich sagen, dass Abschnitte des Universums, die von der Erde aus sichtbar sind, für andere Bereiche des Weltraums vorerst unsichtbar bleiben und somit außerhalb des jeweiligen Horizonts ihres beobachtbaren Universums liegen müssen.
Laut den grundlegenden physikalischen Theorien ist es nicht möglich, dass sich physikalische Informationen schneller als das Licht verbreiten können. Der Kontext Information bedeutet in diesem Zusammenhang jedwede Art von physikalischer Interaktion. So fließt zum Beispiel Wärme üblicherweise von heißeren zu kühleren Bereichen, was in physikalischer Hinsicht eine Art des Informationsaustausches darstellt. Diesem Beispiel folgend, ist es den beiden Galaxien nicht möglich, irgendeine Art an physikalischer Information auszutauschen. Anders formuliert: Sie haben keinen kausalen Kontakt zueinander. Daher sollte daraus geschlossen werden können, dass sie sich hinsichtlich ihrer physikalischen Eigenschaften unterscheiden oder noch grundlegender, dass überall im Universum in unterschiedlichen Gebieten verschiedene Eigenschaften vorzufinden sein müssten.
Entgegen dieser Erwartung zeigt sich das Universum in der Tat jedoch als extrem homogen. So weist zum Beispiel die kosmische Mikrowellenhintergrundstrahlung (CMB), die das Universum erfüllt, überall die fast genau gleiche Temperatur von etwa 2,725 K auf.
Diese Tatsache stellt ein ernsthaftes Problem dar, denn wenn das Universum mit nur leicht unterschiedlichen Temperaturen in verschiedenen Gebieten begonnen hatte, dann hätte es keine Möglichkeit geben dürfen, dieses einheitliche Temperaturniveau zu erreichen, das zum heutigen Zeitpunkt zu beobachten ist. Gemäß der Quantenphysik müsste aufgrund der Heisenbergschen Unschärferelation dieser anfängliche Temperaturunterschied tatsächlich seit dem Urknall fortbestehen, da es auf der anderen Seite ebenso als unmöglich erachtet werden kann, dass sich das Universum überall mit genau den gleichen Eigenschaften ausgebildet hat.
Das Ausmaß dieses Problems ist als verhältnismäßig beachtlich anzusehen. Gemäß dem Urknallmodell erreichte das Universum, nachdem sich seine Dichte aufgrund seiner Expansion verringert hatte, irgendwann einen Punkt, an dem die Photonen im ‚Mix‘ von Teilchen nicht mehr unmittelbar zusammengepresst waren und sie sich stattdessen aus dem Plasma ‚entkoppelten‘ und sich in das Universum wie ein ‚Feuerwerk aus Licht‘ verbreiteten. Diese Geburtsstunde der Hintergrundstrahlung hatte sich vermutlich etwa 300.000 Jahre nach dem Urknall ereignet. Das Volumen des möglichen Eigenschaftsaustauschs entsprach damals einem Durchmesser von 900.000 Lichtjahren, legt man die Lichtgeschwindigkeit und die Rate der Expansion des Raumes in diesem frühen Universum zu Grunde. Nun besitzt der gesamte Weltraum weiterhin die gleiche Temperatur, obgleich er eine Ausdehnung von mindestens 93 Milliarden Lichtjahren erreicht hat.

### Inflation
Eine Lösung für dieses Phänomen, welche auch einige andere Grundfragen wie das Problem der Flachheit des Universums erklären könnte, bietet die Inflationstheorie. Danach gab es zwischen 10−35 und 10−32 Sekunden nach dem Urknall eine kleine Periode mit einer rasanten, exponentiell ansteigenden Expansion (als Inflation betitelt). Während dieser Inflationsphase hat sich das Universum um einen enormen Faktor schneller als das Licht ausgedehnt und zog das Licht dabei quasi in alle Richtungen mit.
Wenn diese Theorie richtig ist, löst die Inflation das Horizontproblem dadurch, dass das gesamte Universum vor dieser inflationären Periode kausal verbunden war und die physikalischen Eigenschaften somit während dieser Phase in Wechselwirkung treten und sich angleichen konnten. Durch die Inflation erweiterte es sich so rasch, dass diese Eigenschaften über den ganzen Weltraum hinweg eingefroren blieben; ab diesem Zeitpunkt war das Universum zu einer fast vollkommenen Homogenität gezwungen gewesen, da die Informationen keine kausale Verbindung mehr vorgefunden hätten, um ihre Eigenschaften zu verändern. Dies bedeutet jedoch zudem, dass das beobachtbare Universum nur einen Bruchteil des tatsächlichen Kosmos darstellt.
Als Konsequenz einer solchen kosmischen Inflation hätte sich die Anisotropie während des Urknalls reduziert, wäre jedoch nicht völlig verschwunden. Die Temperaturunterschiede der kosmischen Hintergrundstrahlung wurden durch die kosmische Inflation ebenso geglättet, bestehen jedoch in einem geringen Maß fort. Die Theorie sagt hierbei ein breites Spektrum für die Anisotropie der Mikrowellenhintergrundstrahlung voraus, die tatsächlich überwiegend im Einklang mit den Ergebnissen steht, die die Raumsonden WMAP und COBE der Wissenschaft liefern konnten.

### Variable Lichtgeschwindigkeit
Eine weitere Lösung für dieses Problem schlugen der portugiesische Wissenschaftler João Magueijo und der US-amerikanische Physiker Andreas Albrecht im Jahre 1999 vor. Nach ihrer These war die Geschwindigkeit des Lichts nicht immer gleich, sondern hatte kurz nach dem Urknall einen um 60 Größenordnungen höheren Wert als heute. Dadurch hätten die verschiedenen Regionen in Kontakt zueinander treten können, da ihr Horizont weitaus umfangreicher gewesen wäre, ehe die Distanz endgültig zu groß wurde. Zudem hätte weitaus mehr Zeit zur Verfügung gestanden, damit die Eigenschaften sich durch Wechselwirkung einander hätten angleichen können, als die heute messbaren Parameter dies vermuten lassen. Daneben ist durch diese Theorie nachweisbar, dass eine veränderliche Lichtgeschwindigkeit die Dichtefluktuation unterdrückt, was die Homogenität des Universums unterstützt.
Diese Theorie der variablen Lichtgeschwindigkeit stößt bei den meisten Wissenschaftlern jedoch auf Ablehnung, da die Geschwindigkeit des Lichts als eine der wichtigsten Naturkonstanten gilt und die Basis für Einsteins Relativitätstheorie darstellt.